# Peninsula Iberică
Peninsula Iberică sau Iberia se află în sud-vestul extrem al Europei. Este cea mai vestică și cea mai sudică dintre cele trei peninsule din sudul Europei (iberică, italică și balcanică). Este mărginită la sud și est de Marea Mediterană, iar la nord și la vest de Oceanul Atlantic. Munții Pirinei formează marginea nord-estică a peninsulei, legând-o de restul Europei. În sud, se apropie foarte mult de coasta nordică a Africii. Este a treia peninsulă din Europa, cu o suprafață de 582.860 km². În arealul său se află: Spania, Portugalia, Andorra, Franța și Gibraltar.

## Țări și teritorii

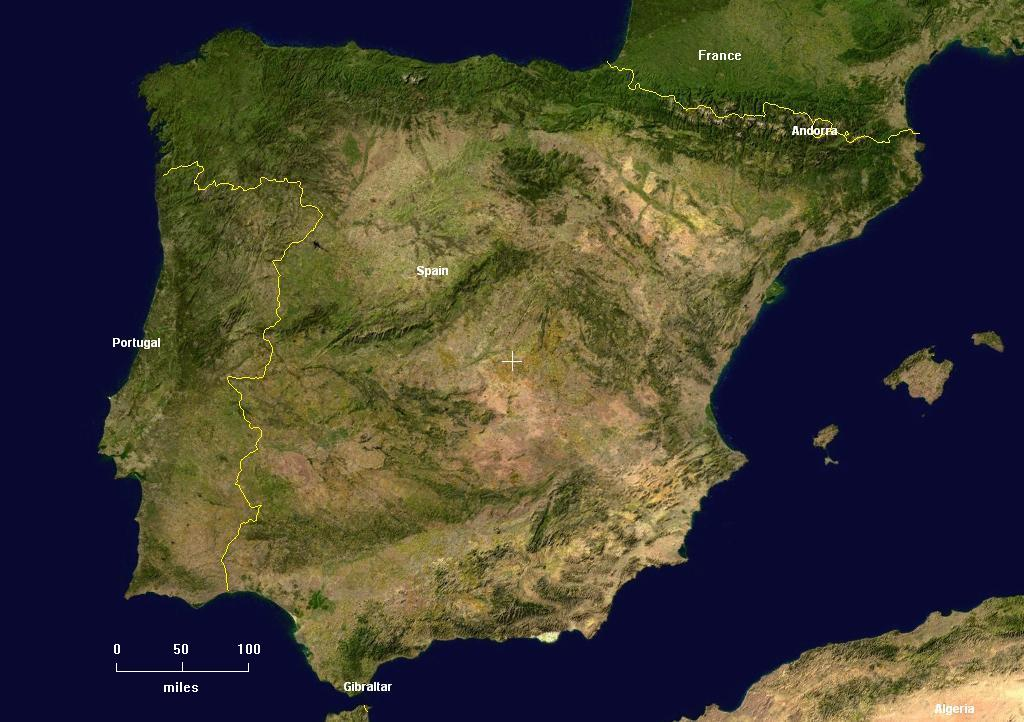
Pozițiile diferitelor țări/teritorii.

Diviziunile politice ale Peninsulei Iberice, după suprafață:
- Spania, ocupă cea mai mare parte a peninsulei, inclusiv centrul, estul și nord-vestul
- Portugalia, ocupă aproape toată partea vestică a peninsulei
- Andorra, un microstat în partea nordică a peninsulei, în Pirinei, între Spania și Franța.
- Franța, o mică parte a Franței, cunoscută sub numele de Cerdania franceză, se află pe peninsulă.
- /  Gibraltar, un mic teritoriu (6,7 km²) britanic în punctul cel mai sudic, la granița cu Spania.

## Limbi
Următoarele limbi sunt vorbite în peninsula Iberică:
- Andorra:
  - catalană (recunoscută oficial)
  - spaniolă
  - franceză
- Franța:
  - franceză (recunoscută oficial)
- Gibraltar:
  - engleză (recunoscută oficial)
  - spaniolă
  - Llanito (un amestec al celor două de mai sus.)
- Portugalia:
  - portugheză (recunoscută oficial)
  - mirandeză (vorbită într-o zonă mică din estul regiunii Norte, în apropiere de granița cu Spania; recunoscută oficial)
- Spania:
  - spaniolă (numită și castiliană)
  - catalană (numită și valenciană în Valencia, recunoscută oficial)
  - bască (recunoscută oficial)
  - galiciană (recunoscută oficial)
  - asturiană (numită și astur-leoneză, protecție limitată)
  - aragoneză (protecție limitată)
  - occitană (numită local araneză, recunoscută oficial)

### Limbile preromane
Următoarele limbi erau vorbite în peninsula Iberică înainte de ocupația romană:
- lusitană
- aquitană (bască)
- iberică
- celtiberică
- tartessiană

## Istorie

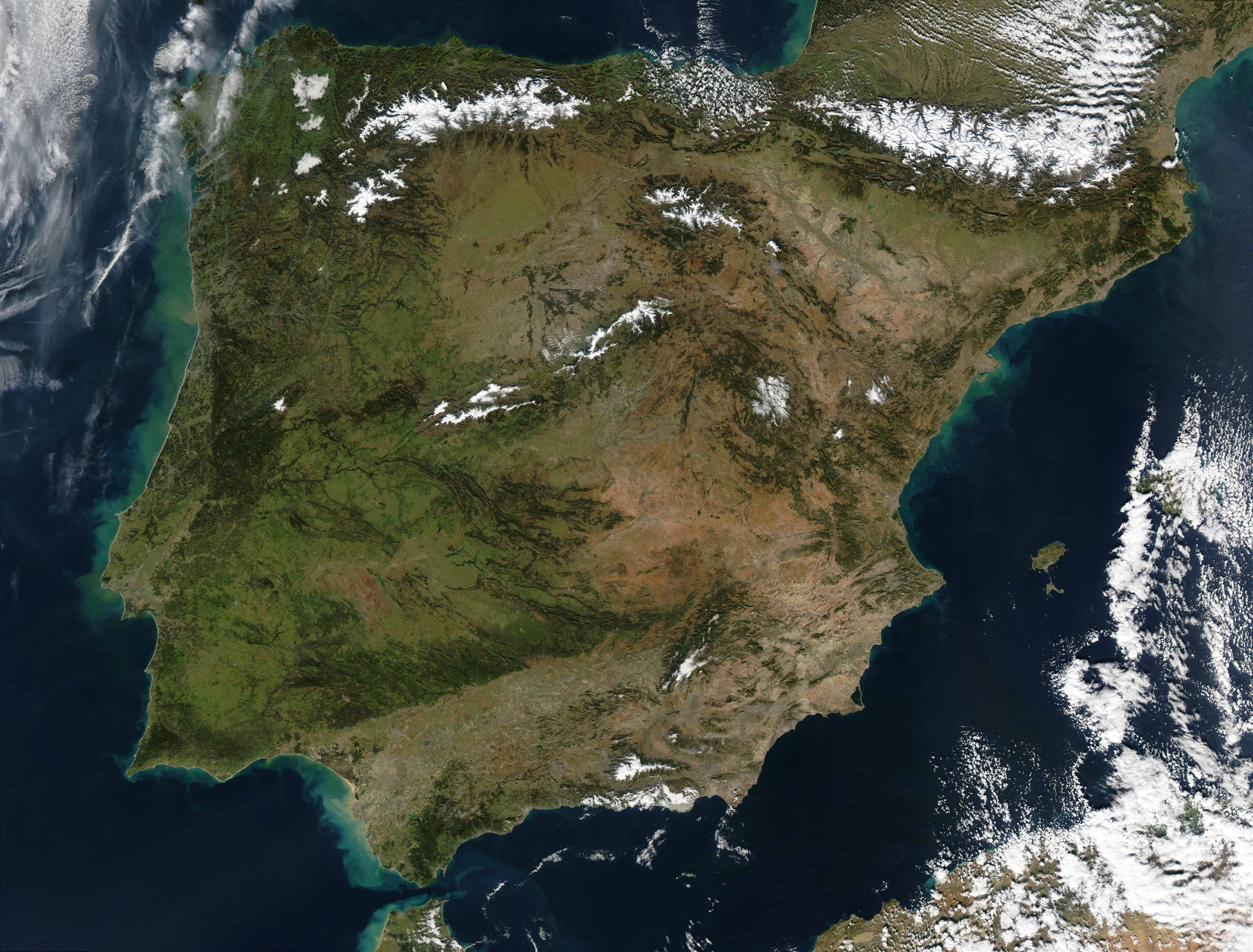
Vedere din satelit a Peninsulei Iberice

Peninsula Iberică este locuită de cel puțin 500.000 de ani, întâi de oamenii de Neanderthal, și apoi de oamenii moderni.
Popoarele băștinașe ale peninsulei (în sensul că nu se știe să fi venit din altă parte), constituite din mai multe triburi separate, sunt numite colectiv iberi. Între aceștia erau incluși și bascii, singurul popor pre-celtic din Iberia care a supraviețuit ca grup etnic până astăzi.
Fenicienii, grecii și cartaginezii navigatori s-au așezat pe coasta Mediteranei și au fondat mai multe colonii comerciale pe o perioadă de câteva secole.
În jurul anului 1100 î.Hr., negustorii fenicieni au fondat colonia comercială Gadir sau Gades (astăzi Cádiz) în apropiere de Tartessos. În secolul al VIII-lea, au fost fondate primele colonii grecești, precum (astăzi Empúries), pe coasta Mediteranei către est, lăsând fenicienilor coasta sudică. Numele de Iberia a fost dat de greci, de la râul Iber (Ebro). În secolul al VI-lea î.Hr., cartaginezii au venit în Iberia, în timpul luptelor lor cu grecii pentru controlul asupra Mediteranei Occidentale. Cea mai importantă colonie a lor era Carthago Nova (numele latin al Cartagenei de astăzi).
În 219 î.Hr., primele trupe romane au invadat peninsula Iberică în timpul celui de-al doilea război punic împotriva cartaginezilor, și au anexat-o sub Augustus, după două secole de război cu triburile celte și ibere, și cu coloniile grecești, feniciene și cartagineze, devenind provincia Hispania. A fost împărțită în Hispania Ulterior și Hispania Citerior către sfârșitul Republicii Romane; și, în timpul Imperiului Roman, în Hispania Taraconensis în nord-est, Hispania Baetica în sud și Lusitania în sud-vest.
Hispania aproviziona Imperiul Roman cu alimente, ulei de măsline și metale. Împărații Traian, Hadrian și Teodosiu I, filozoful Seneca și poeții Marțial și Lucan s-au născut în Iberia.
La începutul secolului al V-lea d.Hr, triburile germanice au invadat peninsula, respectiv suebii, vandalii (silingii și hasdingii) și aliații lor, alanii. Numai regatul suebilor (quadii și marcomannii) va rezista după sosirea unui nou val de invadatori germanici, vizigoții, care au cucerit întreaga peninsulă Iberică, și i-au expulzat sau asimilat pe vandali și pe alani. În cele din urmă, vizigoții au cucerit regatul suebilor, și orașul lor capitală Bracara (astăzi Braga) în 584-585.
În 711, o armată maură omeiadă din Africa de nord a invadat Spania creștină vizigotă. Sub conducătorul lor, Tariq ibn-Ziyad, au debarcat la Gibraltar și, într-o campanie de opt ani, au adus cea mai mare parte a peninsulei sub stăpânire islamică. Al-ʾAndalūs (arabă الإندلس : Țara vandalilor) este numele arab dat peninsulei Iberice de cuceritorii ei musulmani.
Din secolul al VIII-lea până în secolul al XV-lea d.Hr., anumite părți ale peninsulei Iberice au fost conduse de mauri (în principal, berberi și arabi) care au traversat din Africa de Nord. O mare parte dintre nobilii mozarabi alungați s-au refugiat în înălțimile asturiene. De aici, încercau să își recucerească teritoriile de la sarazini; acest război de recucerire poartă numele de Reconquista.
În evul mediu existau pe peninsulă numeroase mici state, printre care Castilia, Aragon, Regatul Navarei, León și Portugalia. Peninsula a făcut parte din imperiul islamic Almohad, până ce aceștia au fost în cele din urmă alungați. Ultima fortăreață musulmană importantă se afla la Granada, care a fost eliminată de o forță combinată castiliană și aragoneză în 1492. Micile state s-au unit de-a lungul timpului, și, pentru o scurtă perioadă (1580-1640) întreaga peninsulă a fost unită, din punct de vedere politic, în Uniunea Iberică. După această perioadă s-a ajuns la configurația actuală, iar peninsula e formată astăzi din țările Spania și Portugalia (cu excepția insulelor lor – Azore și Madeira portugheze și Canare și Baleare spaniole; și posesiunile spaniole Ceuta și Melilla), Andorra, și Gibraltar.